# Sitno (Berg)
Der Sitno ist mit 1009 m n.m. der höchste Berg der Schemnitzer Berge und liegt im Landschaftsschutzgebiet Štiavnické vrchy, im Gemeindegebiet von Ilija. Steile Andesit-Felswände umgeben das Gipfelplateau von drei Seiten. Im Gipfelbereich ist eine Aussichtswarte, eine Berghütte (Chata Andreja Kmeťa) und eine Sendeanlage.

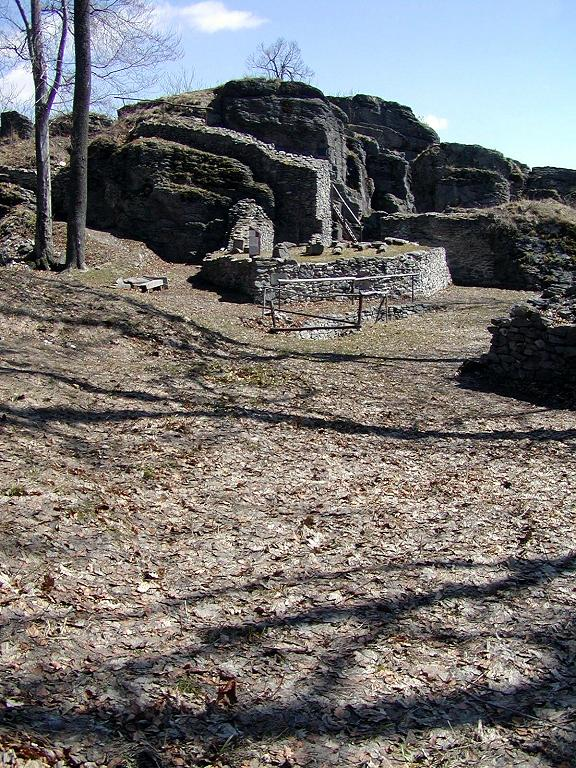
Burg Sitno

Im Mittelalter wurde die Burg Sitno errichtet, um die Zugangswege zu Erzlagerstätten in und um Banská Štiavnica zu beschützen. Seit dem frühen 18. Jahrhundert ist die Burg eine Ruine.
Der Berg kann vom Počúvadlo-See durch einen Naturlehrpfad (grüne und blaue Markierung), von Ilija aus durch einen Wanderweg (grüne Markierung) oder von Prenčov aus durch einen blau markierten Wanderweg erreicht werden.